# Salarça
Salarça és un veïnat de masies disseminades al voltant d'una plana de la riera de Salarça. Formà una parròquia independent fins que l'any 1857 es va unir al municipi de Beget (la Garrotxa), que al seu torn l'any 1969 va passar a formar part del municipi de Camprodon, al Ripollès. Per tant, Salarça és geogràficament part de l'Alta Garrotxa. Al cens de l'any 2007 tenia 14 habitants.

## Geografia
Està situada en la vall del mateix nom, orientada d'oest a est seguint la riera de Bolòs i de Salarça. La riera neix al Puig Dot -a l'oest- i circula vers l'est fins a formar una petita plana al·luvial en la confluència amb la riera de Bac Morell, per esmunyir-se tot seguit i confluir amb la riera de Beget un parell de quilòmetres més enllà. La majoria de les cases del veïnat se situen al voltant d'aquesta plana d'ús agrícola.
Hi ha alguns masos destacats com El Beç, a 605 m. una masia de dos grans edificis orientada a sud i edificada sobre el costat nord de la riera de Salarça.

## Economia
La vall disposa d'una casa de turisme rural i un petit centre d'equitació. La resta es sustenta per l'agricultura i la ramaderia.

## Infraestructures
Hi arriba una pista que surt des de Font Rubí o bé des de la carretera entre Beget i Rocabruna.

## Cultura
A l'Est del veïnat, dalt d'un turó, es troba l'església romànica de Sant Valentí de Salarça, consagrada l'any 1168 i catalogada com bé cultural d'interès local.